# Oscar Ramírez Amaral
Oscar Ramírez Amaral (San Matías, 29 de julio de 1961) es un exfutbolista, entrenador y comentarista deportivo boliviano. Se desempeñaba como delantero.

## Selección nacional
Su debut con la selección absoluta produjo en 1985. En 1987 fue convocado para disputar la Copa América 1987. Su primer partido en esta competición se produjo en el empate 0-0 ante Paraguay, el 28 de junio y también jugaría ante Colombia.

## Clubes

### Como jugador
| Club              | País    | Año         |
| ----------------- | ------- | ----------- |
| Oriente Petrolero | Bolivia | 1979 - 1987 |
| Always Ready      | Bolivia | 1988        |
| Real Santa Cruz   | Bolivia | 1989 - 1990 |

### Como entrenador
| Club                     | País    | Año         |
| ------------------------ | ------- | ----------- |
| Bancruz                  | Bolivia | 2005        |
| Universidad Cruceña      | Bolivia | 2007        |
| Destroyers               | Bolivia | 2011 - 2012 |
| Real Santa Cruz          | Bolivia | 2014        |
| Selección Cruceña Sub-16 | Bolivia | 2016        |
| Destroyers               | Bolivia | 2018        |
| FATIC                    | Bolivia | 2020        |

## Palmarés

### Títulos nacionales
| Título           | Club              | Año  |
| ---------------- | ----------------- | ---- |
| Primera División | Oriente Petrolero | 1979 |